# Druckmagnetschnäpper
Druckmagnetschnäpper werden als Verschlüsse für Schranktüren eingesetzt.
Sie arbeiten nach dem „Push to open“-Prinzip. Die Tür springt ein Stück auf, wenn man sie von außen leicht andrückt. Diese Eigenschaft unterscheidet einen Druckmagnetschnäpper von einem normalen Magnetschnäpper.
Druckmagnetschnäpper werden insbesondere eingesetzt, damit die Schranktür eine glatte Front ohne Griffe haben kann.